# NGC 4348
NGC 4348 este o galaxie spirală situată în constelația Fecioara. A fost descoperită în 29 decembrie 1786 de către William Herschel. Se află la o distanță de 34,04 de megaparseci de Pământ.